# Neculai Agachi
Neculai Agachi (n. 23 februarie 1925, Poduri, Bacău, România – d. 1997, București, România) a fost un om politic comunist român.

## Biografie

### Studii
Neculai Agachi a absolvit facultatea de metalurgie la Institutul Politehnic București, devenind inginer metalurgist. În 1954 a devenit membru al PCR. În perioada 1963-1966 a urmat cursurile Academiei Ștefan Gheorghiu in București. 

### Activitate
În același timp, între 1964 și 1968 a ocupat funcția de director general al Combinatului Siderurgic Hunedoara. În mai 1965 a devenit membru al Biroului PCR din județul Hunedoara și, în același an a fost ales membru în Marea Adunare Națională, calitate pe care a avut-o până în decembrie 1989. 
Neculai Agachi a fost membru supleant al CC al PCR la Congresul a IX-lea al PCR, în perioada iulie 1965 - 1969., 
După ce, între 21 decembrie 1968 și 13 martie 1969, a ocupat funcția de ministru adjunct al industriei metalurgice, la 13 martie 1969 a fost numit Ministrul industriei metalurgice, în locul lui Ion Marinescu în Guvernul Ion Gh. Maurer (5). A păstrat această funcție până la 17 decembrie 1985, când a fost înlocuit cu Marin Enache. În acest timp, din 1968 până în 1974, a fost vicepreședinte al Frontului Democrației și Unității Socialiste, unde a răspuns de întocmire listei de candidați pentru Marea Adunare Națională.
Din 12 august 1969 a fost membru al CC al PCR până la Congresul al XIV-lea, din noiembrie 1989. Din 1975 a fost membru al Consiliului Superior al Dezvoltării Economice și Sociale a României iar din 1985 s-a înscris la doctorat.
A deținut calitatea de deputat în circuitul electoral nr. 8 Călan, între 1969 – 1975. Ministru al metalurgiei în Guvernul Ilie Verdeț (1), în perioada 30 martie 1979 - 29 martie 1980.
La 7 februarie 1986, Neculai Agachi a fost numit în funcția de prim-vicepreședinte al Consiliului Central de Control Muncitoresc al Activității Economice și Sociale, funcție pe care a ocupat-o până la 12 octombrie 1988.
A fost căsătorit cu Maria Agachi-Ceaușescu, sora mai mică a lui Nicolae Ceaușescu.

## Distincții
- 1964 Ordinul Muncii clasa a 2-a
- 1965 Ordinul „23 August” clasa a V-a „pentru merite deosebite în realizarea sarcinilor prevăzute în Directivele celui de al III-lea Congres al Partidului Muncitoresc Român”[9]
- 1966 Ordinul „Tudor Vladimirescu” clasa a IV-a „cu prilejul celei de-a 45-a aniversări de la înființarea Partidului Partidului Comunist din România, pentru merite deosebite în opera de construire a socialismului”[10]
- 1968 Ordinul Steaua Republicii Socialiste România clasa a 3-a
- 1971 Ordinul „Steaua Republicii Socialiste România” clasa a II-a „cu prilejul aniversării a 50 de ani de la constituirea Partidului Comunist Român, [...] pentru merite deosebite în opera de construire a socialismului”[11]
- 1975 Ordinul Steaua Republicii Socialiste România clasa a 2-a
- 1981 Ordinul Muncii clasa a II-a „pentru rezultatele obținute în îndeplinirea cincinalului 1976–1980, pentru contribuția deosebită adusă la înfăptuirea politicii Partidului Comunist Român de făurire a societății socialiste multilateral dezvoltate în patria noastră, cu prilejul aniversării a 60 de ani de la făurirea Partidului Comunist Român”[12]

## Vezi și
- Lista membrilor Comitetului Central al Partidului Comunist Român